# Венку
Венку (фр. Vincou) је река у Француској. Дуга је 50 km. Улива се у Gartempe (река). 